# Jesús Sánchez (Schiedsrichter)
Jesús Martín Sánchez Cabrera (* 11. Mai 1987) ist ein peruanischer Fußballschiedsrichterassistent. Er steht als dieser seit 2018 auf der Liste der FIFA-Schiedsrichter.

## Karriere
Als Assistent begleitete er nebst vielen Partien auf nationaler Ebene unter anderem international nebst Partien auf Klub-Ebene, auch Spiele von Nationalmannschaften. Hierbei war er unter anderem bei Olympia 2020 vertreten. Zur Weltmeisterschaft 2022 wurde er ins Aufgebot der Assistenten berufen.